# Klaus Hunnius
Klaus Hunnius (* 9. Mai 1933 in Duisburg) ist ein deutscher Romanist und Sprachwissenschaftler.

## Leben und Werk
Hunnius studierte von 1953 bis 1959 Romanistik und Altphilologie an der Rheinischen Friedrich-Wilhelms-Universität Bonn. Dort wurde er 1959 promoviert mit der Dissertation Der Ausdruck der Konditionalität im modernen Französisch (Romanistische Versuche und Vorarbeiten 6, 1960). Zwischen 1959 und 1961 war er Lektor für deutsche Sprache an der Université de Toulouse. Danach arbeitete er von 1961 bis 1964 in Duisburg im Schuldienst. Nach seiner Rückkehr an die Universität Bonn im Jahr 1964 wurde er dort 1971 Studienprofessor. Er habilitierte sich 1974 mit der Schrift Modusgebrauch nach den Verben der Gemütsbewegung im Französischen (C. Winter, Heidelberg, 1976). 1975 erhielt er den Straßburgpreis der Alfred Toepfer Stiftung FVS. Nachdem er seit 1977 außerplanmäßiger Professor an der Universität Bonn gewesen war, hatte er ab 1982 einen Lehrstuhl für Romanistische und Allgemeine Linguistik an der Technischen Universität Berlin inne. 1998 wurde er emeritiert.

## Werke (Auswahl)
- Der Modusgebrauch nach den Verben der Gemütsbewegung im Französischen, Heidelberg (C. Winter) 1976.
- Der Ausdruck der Konditionalität im modernen Französisch, Diss. Bonn 1960 (Romanistische Versuche und Vorarbeiten 6)